# Mythes et Légendes : Epok IV
Albums de Magma
Mythes et Légendes : Epok III
(2007) Bourges 1979
(2008)
Mythes et Légendes : Epok IV (sous-titré 35 ans de musique) est le quatrième volume d'une série de vidéos du groupe français de rock progressif Magma. Il a été enregistré en 2005 en public au Triton à Paris par Francis Linon. Il est paru en 2008 sur le label Seventh Records.

## Contexte
Ce DVD présenté en digipack noir frappé du sigle de Magma fait partie d'un ensemble de quatre DVD enregistrés entre le 10 mai et le 4 juin 2005 au Triton à Paris. À cette occasion, Magma célébrait son 35e anniversaire en proposant quatre répertoires différents sur quatre semaines consécutives, revisitant ainsi l'essentiel de sa carrière en huit heures de concert. Tous les "grands" morceaux de Magma sont interprétés : les trois mouvements de la trilogie Theusz Hamtaahk, Köhntarkösz, K.A, De Futura ... Chaque semaine, un ou plusieurs anciens musiciens de Magma était invité à se joindre au groupe.

## Contenu
Ce quatrième et dernier volume contient une version de K.A proche de celle de l'album du même nom de 2004, deux extraits de Merci datant de 1984 (The Night We Died et Otis, hommage de Christian Vander à Otis Redding), un petit instrumental signé et interprété par Frédéric d'Oelsnitz, et surtout une magnifique version de Zëss, morceau alors pas encore enregistré en studio.
Pour cette quatrième et dernière semaine, du mardi 31 mai au samedi 4 juin 2005, il n'y avait pas un invité particulier, mais Klaus Blasquiz (chant), Jannick Top (basse) et les trois cuivres présents sur Epok I se joignaient au groupe pour une version de Kobaïa (premier morceau de leur premier album paru en 1970) où les musiciens se retrouvaient à seize sur la scène.

## Liste des titres
1. Zëss (32:37)
2. In a Dream (2:14)
3. The Night We Died (3:46)
4. Otis (9:00)
5. K.A (50:00)
6. Kobaïa (9:53)
7. Bonus : Om Zankah (extrait de K.A) de l'intérieur de la batterie

## Musiciens
- Christian Vander : batterie, chant
- Antoine Paganotti : chant, batterie
- Stella Vander : chant, percussions
- Isabelle Feuillebois : chant, percussions
- Himiko Paganotti : chant
- James Mac Gaw : guitare
- Philippe Bussonnet : basse
- Frédéric d'Oelsnitz : Piano électrique Fender Rhodes, claviers
- Emmanuel Borghi : Fender Rhodes, claviers
- Benoît Widemann : Fender Rhodes, claviers
- Aymeric Avice : trompette
- Hugues Mayot : saxophone

Avec sur Kobaïa la participation de :
- Klaus Blasquiz : chant
- Jannick Top : basse
- Fabrice Theuillon : saxophone
- Yannick Soccal : saxophone
- Rémi Dumoulin : saxophone